# Mitsubishi Galant
La Galant est une berline du constructeur automobile japonais Mitsubishi produite de 1969 à 2012 sous neuf générations distinctes. Elle est motorisée par un moteur 4-cylindres ou par un V6.

## Mitsubishi Galant IV
De 1982 à 1983, certaines des versions australiennes des Sigma furent exportées vers la Grande-Bretagne sous la marque Lonsdale. Cependant, la voiture ne rencontra pas le succès, et entre 1983 et 1984 elle fut vendue sour le nom Mitsubishi Sigma en Grande-Bretagne jusqu'à ce que les importations soient stoppées.